# Vinyl (película de 2012)
Vinyl es una película de comedia británica-estadounidense de 2012 escrita y dirigida por Sara Sugarman. Se basa en la verdadera historia de Mike Peters, se estrenó en abril de 2012 en el Newport Beach International Film Festival, pero se estrenó a nivel mundial el 15 de marzo de 2013.

## Sinopsis
En pleno amanecer del punk, el hip hop y la música disco, Richie Finestra, presidente de un gran sello discográfico, intenta salvar su compañía y sin lastimar a nadie en su camino.

## Reparto
- Phil Daniels como Johnny Jones.
- Jamie Blackley como Drainpipe.
- Perry Benson como Robbie.
- Keith Allen como Minto.
- Julia Ford como Jules.
- Christopher Roy Turner como Griff.
- James Cartwright como Jimmy Breen.
- Alexa Davies como Flora.

- Datos: Q7932922